# Microsoft Office XP
Microsoft Office XP, pełna nazwa: XP Microsoft Office System (nazwa kodowa: Office 10) – wersja pakietu biurowego Microsoft Office, przygotowywana jako następca pakietu Microsoft Office 2000. Wersja RTM została wydana 5 marca 2001, 31 maja została rozpoczęta sprzedaż pakietu, a w czerwcu zadebiutowała polska wersja językowa. Następcą Office XP jest Microsoft Office 2003.
Office XP nie obsługuje Windows 3.1x ani Windows 95 i jest ostatnim wydaniem pakietu Microsoft Office, którą można zainstalować na Windows NT 4.0, Windows 98 oraz Windows Me – następna wersja, Microsoft Office 2003, nie współpracuje z tymi systemami. Wsparcie techniczne dla Microsoft Office XP zostało zakończone 12 lipca 2011.

## Wymagania systemowe
Do korzystania z Microsoft Office XP potrzebny jest komputer wyposażony w:
- procesor o częstotliwości 133 MHz lub wyższej,
- 24 do 64 MB pamięci RAM,
- od 210 do 245 MB wolnego miejsca na dysku twardym,
- stację dysków CD-ROM,
- Monitor o rozdzielczości przynajmniej 800 x 600 pikseli,
- system operacyjny Windows 98 lub wydanie drugie Windows 98 SE, Windows Me, Windows NT 4.0 z SP6, Windows 2000, Windows XP lub nowszy.

## Wersje pakietu
Pakiet dostępny jest w 7 wersjach:
- Microsoft Office XP Standard
- Microsoft Office XP Small Business
- Microsoft Office XP Professional
- Microsoft Office XP Professional Special (tylko aktualizacja)
- Microsoft Office XP Professional/Publisher
- Microsoft Office XP Professional/FrontPage
- Microsoft Office XP Developer.

W chwili premiery na rynek polski cena pełnej licencji dla wersji Standard, Professional i Developer wynosiła odpowiednio: 2 800 zł, 3 360 zł i 4 500 zł brutto.
| Programy i funkcje        | Standard                         | Small Business | Professional          | Professional Special (tylko aktualizacja) | Professional z Publisher-em | Professional z FrontPage-m | Developer  |
| ------------------------- | -------------------------------- | -------------- | --------------------- | ----------------------------------------- | --------------------------- | -------------------------- | ---------- |
| Schemat licencjonowania   | Detaliczny, Zbiorczy i Studencki | OEM            | Detaliczny i Zbiorczy | Detaliczny                                | OEM                         | Zbiorczy                   | Detaliczny |
| Word 2002                 | T                                | T              | T                     | T                                         | T                           | T                          | T          |
| Excel 2002                | T                                | T              | T                     | T                                         | T                           | T                          | T          |
| Outlook 2002              | T                                | T              | T                     | T                                         | T                           | T                          | T          |
| PowerPoint 2002           | T                                | N              | T                     | T                                         | T                           | T                          | T          |
| Access 2002               | N                                | N              | T                     | T                                         | T                           | T                          | T          |
| Publisher 2002            | N                                | T              | N                     | T                                         | T                           | N                          | N          |
| FrontPage 2002            | N                                | N              | N                     | T                                         | N                           | T                          | T          |
| Narzędzia programistyczne | N                                | N              | N                     | N                                         | N                           | N                          | T          |
| Visio 2002                | N                                | N              | N                     | N                                         | N                           | N                          | N          |
| Project 2002              | N                                | N              | N                     | N                                         | N                           | N                          | N          |

Aby dowiedzieć się więcej o poszczególnych programach, przejdź do hasła Microsoft Office.